# Вишковиці
Вишковиці (пол. Wyszkowice, нім. Weisdorf) — село в Польщі, у гміні Доманюв Олавського повіту Нижньосілезького воєводства.
Населення — 159 осіб (2011).
У 1975-1998 роках село належало до Вроцлавського воєводства.

## Демографія
Демографічна структура станом на 31 березня 2011 року:
|          | Загалом | Допрацездатний вік | Працездатний вік | Постпрацездатний вік |
| -------- | ------- | ------------------ | ---------------- | -------------------- |
| Чоловіки | 71      | 14                 | 51               | 6                    |
| Жінки    | 88      | 23                 | 47               | 18                   |
| Разом    | 159     | 37                 | 98               | 24                   |